# Ectobius stanleyanus
Ectobius stanleyanus är en kackerlacksart som beskrevs av Rehn, J. A. G. 1931. Ectobius stanleyanus ingår i släktet Ectobius och familjen småkackerlackor. Inga underarter finns listade i Catalogue of Life.